# Isole Vergini Americane ai Giochi della XXV Olimpiade
Le Isole Vergini Americane parteciparono ai Giochi della XXV Olimpiade, svoltisi a Barcellona, in Spagna, dal 25 luglio al 9 agosto 1992, con una delegazione di 25 atleti impegnati in sette discipline.